# Ebensburg
Ebensburg és una població dels Estats Units a l'estat de Pennsilvània. Segons el cens del 2000 tenia 3.091 habitants.

## Demografia
Segons el cens del 2000, Ebensburg tenia 3.091 habitants, 1.357 habitatges, i 823 famílies. La densitat de població era de 702 habitants per quilòmetre quadrat.
Dels 1.357 habitatges en un 25,3% hi vivien nens de menys de 18 anys, en un 48,3% hi vivien parelles casades, en un 9,1% dones solteres, i en un 39,3% no eren unitats familiars. En el 35,3% dels habitatges hi vivien persones soles el 17,3% de les quals corresponia a persones de 65 anys o més que vivien soles. El nombre mitjà de persones vivint en cada habitatge era de 2,23 i el nombre mitjà de persones que vivien en cada família era de 2,9.
Per edats la població es repartia de la següent manera: un 22,4% tenia menys de 18 anys, un 6,8% entre 18 i 24, un 25,4% entre 25 i 44, un 24,1% de 45 a 60 i un 21,3% 65 anys o més.
L'edat mediana era de 42 anys. Per cada 100 dones de 18 o més anys hi havia 82,7 homes.
La renda mediana per habitatge era de 32.628 $ i la renda mediana per família de 45.128 $. Els homes tenien una renda mediana de 32.226 $ mentre que les dones 24.464 $. La renda per capita de la població era de 19.634 $. Entorn del 6,7% de les famílies i el 8,4% de la població estaven per davall del llindar de pobresa.

## Poblacions més properes
El següent diagrama mostra les poblacions més properes.